# Anne Reeve Aldrich
Anne Reeve Aldrich (ur. 25 kwietnia 1866 w Nowym Jorku, zm. 22 czerwca 1892 tamże) – amerykańska poetka i prozaiczka. Była krewną poety Jamesa Aldricha. W 1889 opublikowała tomik wierszy The Rose of Flame. Nie został on zbyt dobrze przyjęty. Niezrażona niepowodzeniem Anne w 1890 wydała powieść The Feet of Love. Kolejny zbiorek jej liryków Songs about Love, Life, and Death ukazał się pośmiertnie. W 1893 ukazał się tomik Nadine and Other Poems poprzedzony krótki słowem wstępnym matki poetki, Helen M. Reeve Aldrich. Anne była niekiedy nazywana Amerykańską Safoną.